# Paralentula prasinata
Paralentula prasinata är en insektsart som beskrevs av Rehn, J.A.G. 1944. Paralentula prasinata ingår i släktet Paralentula och familjen Lentulidae. Inga underarter finns listade i Catalogue of Life.